# Atenska škola
Atenska škola je monumentalna Rafaelova freska u tzv. Rafaelovim sobama u Vatikanu. 

## Povijest
Ova freska prekriva cijeli zid negdašnje privatne knjižnice pape Julija II. Ona je poznata kao Stanza della Segnatura (soba za ovjere) jer je bila mjesto sastajanja Signatura Curiae, odjela vrhunskog papinskog suda. Rafaelu je povjereno da ukrasi ovu veliku sobu s freskama vjerske tematike, ali i klasičnih motiva.

## Odlike
Atensku školu je Rafael naslikao u svom kasnijem stilu u kojemu su slike slikane u velikim dimenzijama, s brojnim likovima u pokretu i snažnim svjetlom i sjenama. Rafael je, kao niti jedan renesansni slikar, kombinirao klasičnu jasnoću s kršćanskom tradicijom s velikom lakoćom stvaranja. Također je kombinirao Leonardovo slikarstvo s likovima u geometrijskim kompozicijama, kjaroskurom, sfumatom i atmosferskom perspektivom s Michelangelovim bojama i snažnim likovima. Njegovo najpoznatije djelo je upravo Atenska Škola.
Atenska škola predstavlja kulminaciju klasične harmonije Rafaelova rada. Filozofi predstavljaju vodeću školu antičke grčke filozofije u jedinstvenoj prostornoj kompoziciji. Figure su poredane vodoravno na gornjoj stubi s prepoznatljivim grupama s obje njihove strane. Lijevo Pitagora demonstrira učenicima svoj sustav proporcija, Diogen leži na sredini stuba, a desno matematičar Euklid objašnjava geometrijski crtež uz pomoć šestara. Na sredini gornje stube, uokvireni polukružnim lukovima, nalaze se dva najvažnija grčka filozofa: Platon koji nosi svoju knjigu "Timej" (lijevo) i Aristotel koji nosi svoju "Etiku" (desno).
Platon nije samo uklopio različite filozofske škole, nego je u sliku uklopio i svoje suvremenike. Euklid je tako portret Bramantea. Arhitektura na slici je također svojevrsna počast Bramanteu koji je bio Rafaelov učitelj i mentor, te osoba koja ga je naučila cijeniti simetriju i centralnost. Platon je portret Leonarda, a njegov prst kojim upire gore je čest motiv na njegovim slikama, a može se protumačiti kao platonistička gesta u kojoj se ističu ideali kao ideje koje su izvan ljudskog poimanja. Time Rafael odaje počast Platonu, ali i Leonardu kao pioniru Visoko renesansne umjetnosti i znanosti. Aristotel, kao empirist, upire prstom u tlo kao u zemaljsku, realnu, sferu promatrača.
Ispod stuba, lijevo od centra, nalazi se usamljena figura koja predstavlja filozofa Heraklita, a zapravo je portret Michelangela koji je u vrijeme dok je nastajala ova slika oslikavao svod Sikstinske kapele. U gomili geografa na krajnjoj desnoj strani nalazi se i Rafaelov autoportret koji gleda izvan slike; jedini lik na slici koji uzvraća pogled pravo u promatrača. Rafael je naslikao sebe i Michelangela upravo onako kako su ih suvremenici doživljavali. Michelangelo je zabrinut, snažan i osamljen, dok je Rafael društven, opušten i naslikan mekanim stilom.

## Galerija
- Zenon
- Epikur
- Averroes i Pitagora
- Pitagora
- Alkibijad ili Aleksandar Veliki i Antisten ili Ksenofont
- Parmenid
- Aeschines i Sokrat
- Michelangelo kao Heraklit
- Leonardo da Vinci kao Platon
- Aristotel
- Diogen